# Ignacio Solozábal
Ignacio Solozábal Igartua (Barcellona, 8 gennaio 1958) è un ex cestista spagnolo.

## Carriera
Con la Spagna ha disputato tre edizioni dei Giochi olimpici (Mosca 1980, Los Angeles 1984, Seul 1988), due dei Campionati mondiali (1982, 1986) e tre dei Campionati europei (1981, 1983, 1987).

## Palmarès
- Campionato spagnolo: 6

Barcellona: 1980-81, 1982-83, 1986-87, 1987-88, 1988-89, 1989-90
- Copa del Rey: 9

Barcellona: 1978, 1979, 1980, 1981, 1982, 1983, 1987, 1988, 1991
- Supercoppa spagnola: 1

Barcellona: 1987
- Copa Príncipe de Asturias: 1

Barcellona: 1988
- Liga catalana: 6

Barcellona: 1980, 1982, 1983, 1984, 1985, 1989
- Coppa Korać: 1

Barcellona: 1986-87
- Coppa delle Coppe: 2

Barcellona: 1984-85, 1985-86
- Coppa Intercontinentale: 1

Barcellona: 1985
- Supercoppa europea: 1

Barcellona: 1986